# Lacus Excellentiae

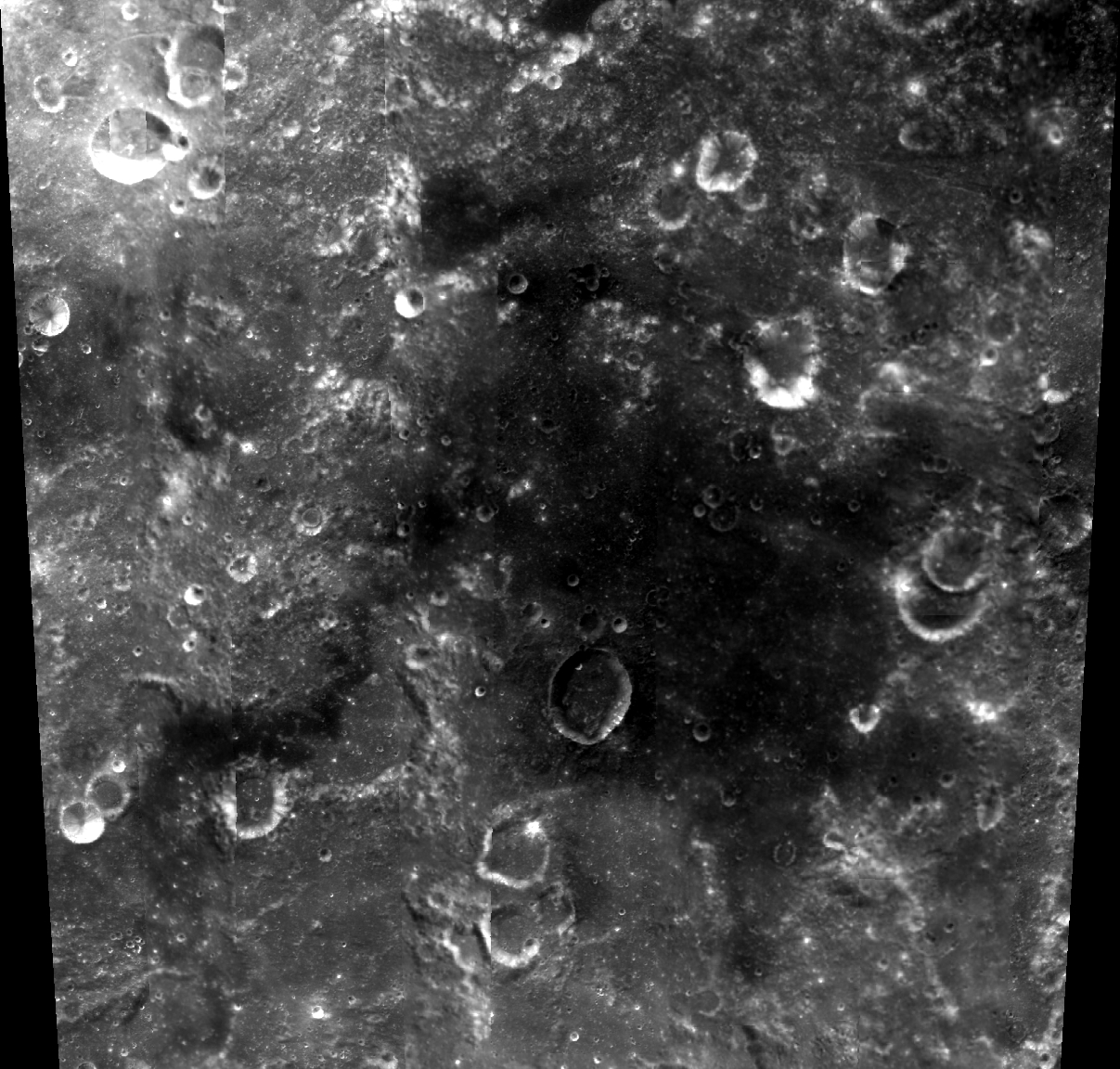
Lacus Excellentiae

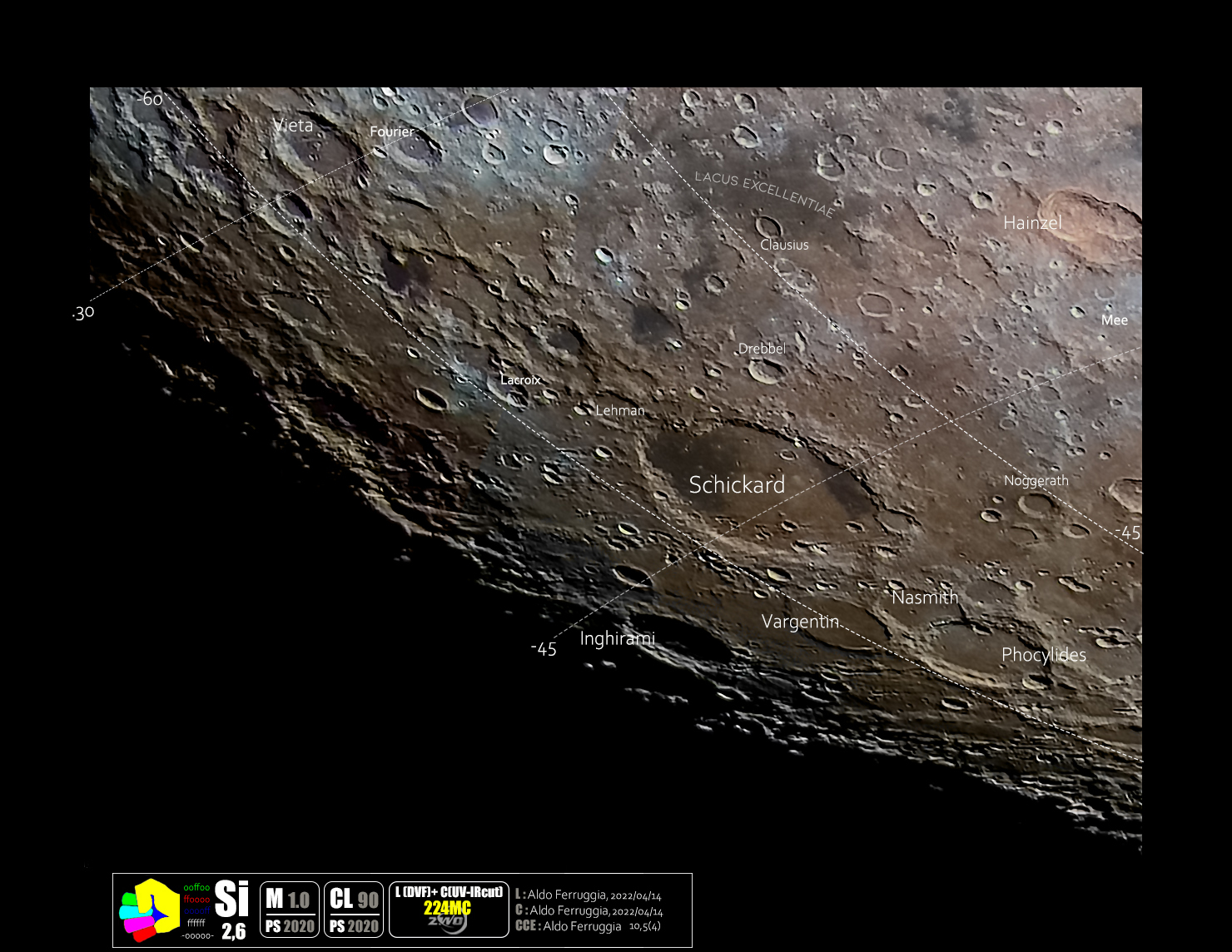
Immagine Selenocromatica(Si) di Lacus Excellentiae (in alto

Il Lacus Excellentiae ("Lago dell'Eccellenza", in latino) è un relativamente piccolo mare lunare giacente alle latitudini meridionali, in mezzo ai terreni rocciosi a sud del più grande Mare Humorum. La caratteristica più rilevante all'interno di questo bacino è il piccolo cratere Clausius.
Il nome di questo lago è un'aggiunta recente alla nomenclatura lunare, essendo stato ufficialmente approvato nel 1976 dall'Unione Astronomica Internazionale.
Il Lacus Excellentiae è stato il luogo d'impatto della sonda spaziale SMART-1. Questa sonda ha colpito la superficie lunare il 3 settembre 2006 ed è stata osservata dagli astronomi per determinare le proprietà dei materiali espulsi.